# 第11回日本女子サッカーリーグ
第11回日本女子サッカーリーグ（L・リーグ）は、1999年7月18日から12月19日まで開催された。

## 概略
4月～6月のL・リーグカップ1999、6月～7月の第3回FIFA女子世界選手権大会のあとに2ステージ制（前期・後期）で実施。勝ち点制が再び採用されるとともに延長戦が廃止となり、90分で同点の場合は「引き分け」となった。
前シーズン限りで4チームが一斉に脱退した一方で、L・リーグ参入を希望するチームの中から浦和レイナスと、試験的にではあるが大学リーグから日本体育大学女子サッカー部が加入し、前年より2チーム少ない8チームでの開催となった。
まず各チームが負担するリーグの運営分担金を3分の1に減額したり、外国人選手（帰化者はこの限りではない）を登録しない代わりに下部組織チーム登録選手を5名まで出場可能とすることなどで経費の縮減を図ったが、この措置により外国人選手だけでなく日本人も含めた数多くのプロ選手が契約解除となる事例が続出し、澤穂希など日本女子代表の中心選手をはじめとしたトップクラスの選手たちが海外チームへ移籍した。
さらにこの年の世界選手権での結果により翌年開催のシドニーオリンピック出場を逃したことがL・リーグに大きな影を落とす。シーズンオフにはOKI FC Windsの廃部と日本体育大学女子サッカー部の撤退が表明され、またプリマハムと松下電器がチームスポンサーから撤退しクラブチーム化（伊賀フットボールクラブくノ一、スペランツァF.C.高槻）、旭国際開発のメインスポンサー撤退による宝塚バニーズレディースサッカークラブの完全市民チーム化が相次いだ。これらの企業撤退によりチーム基盤の弱体化が進行。リーグ全体のレベル低下を招くこととなり、観客動員の減少はさらに進行した。

## 競技方法
- 開催期間：1999年7月18日‐12月12日
- 試合時間：90分（45分ハーフ）で行う。その時点で同点の場合は引き分けとする。
- 順位：

1.各ステージ優勝チーム同士による「優勝決定戦」（前後期が同一チームの場合は実施せず）
2.勝点（勝利3点、引分1点、敗戦0点）
3.全試合の得失点差
4.全試合の総得点数
5.直接対決の成績（1.勝利数、2.得失点差3.総得点数）
6.抽選
- 選手登録：

1.チーム登録の選手は25名までとする。
2.外国籍選手の登録は認めない。
3.下部組織として登録したチームから所属選手5名までを登録することができる。

## 参加チーム
| チーム名                             | 本拠地         | 前年成績 | 備考                 |
| ------------------------------------ | -------------- | -------- | -------------------- |
| OKI FC Winds                         | 埼玉県本庄市   | 8位      |                      |
| 浦和レイナス                         | 埼玉県浦和市   | 新規参入 |                      |
| NTVベレーザ                          | 東京都稲城市   | 2位      | 読売ベレーザから改称 |
| 日本体育大学女子サッカー部           | 神奈川県横浜市 | 新規参入 |                      |
| プリマハムFCくノ一                   | 三重県伊賀町   | 4位      |                      |
| 松下電器パナソニック バンビーナ      | 大阪府高槻市   | 5位      |                      |
| 宝塚バニーズレディースサッカークラブ | 兵庫県宝塚市   | 6位      |                      |
| 田崎ペルーレFC                       | 兵庫県神戸市   | 7位      |                      |

## 成績
○：勝利　△：引き分け　●：敗戦

### 前期リーグ
- 開催期間：1999年7月18日‐9月19日

| 順位 | チーム                          | プリマ | 田崎  | NTV    | 松下   | OKI   | 宝塚  | 日体大 | 浦和   | 勝点 | 勝 | 分 | 敗 |
| ---- | ------------------------------- | ------ | ----- | ------ | ------ | ----- | ----- | ------ | ------ | ---- | -- | -- | -- |
| 1位  | プリマハムFCくノ一              | ＼     | 0-1 ● | 4-1 ○  | 0-0 △  | 6-1 ○ | 5-0 ○ | 11-0 ○ | 11-0 ○ | 16   | 5  | 1  | 1  |
| 2位  | 田崎ペルーレFC                  | 1-0 ○  | ＼    | 2-1 ○  | 0-1 ●  | 2-2 △ | 3-0 ○ | 8-0 ○  | 2-0 ○  | 16   | 5  | 1  | 1  |
| 3位  | NTVベレーザ                     | 1-4 ●  | 1-2 ● | ＼     | 2-1 ○  | 2-1 ○ | 6-1 ○ | 8-0 ○  | 12-0 ○ | 15   | 5  | 0  | 2  |
| 4位  | 松下電器パナソニック バンビーナ | 0-0 △  | 1-0 ○ | 1-2 ●  | ＼     | 0-3 ● | 2-1 ○ | 12-1 ○ | 4-0 ○  | 13   | 4  | 1  | 2  |
| 5位  | OKI FC Winds                    | 1-6 ●  | 2-2 △ | 1-2 ●  | 3-0 ○  | ＼    | 2-0 ○ | 3-0 ○  | 2-1 ○  | 13   | 4  | 1  | 2  |
| 6位  | 宝塚バニーズ                    | 0-5 ●  | 0-3 ● | 1-6 ●  | 1-2 ●  | 0-2 ● | ＼    | 4-1 ○  | 5-0 ○  | 6    | 2  | 0  | 5  |
| 7位  | 日本体育大学 女子サッカー部     | 0-11 ● | 0-8 ● | 0-8 ●  | 0-12 ● | 0-3 ● | 1-4 ● | ＼     | 4-1 ○  | 3    | 1  | 0  | 6  |
| 8位  | 浦和レイナス                    | 0-11 ● | 0-2 ● | 0-12 ● | 0-4 ●  | 1-2 ● | 0-5 ● | 1-4 ●  | ＼     | 0    | 0  | 0  | 7  |

### 後期リーグ
- 開催期間：1999年10月2日‐12月12日

| 順位 | チーム                          | NTV   | 田崎  | プリマ | OKI   | 松下  | 宝塚  | 浦和  | 日体大 | 勝点 | 勝 | 分 | 敗 |
| ---- | ------------------------------- | ----- | ----- | ------ | ----- | ----- | ----- | ----- | ------ | ---- | -- | -- | -- |
| 1位  | NTVベレーザ                     | ＼    | 2-2 △ | 1-0 ○  | 1-1 △ | 3-1 ○ | 1-0 ○ | 5-0 ○ | 7-0 ○  | 17   | 5  | 2  | 0  |
| 2位  | 田崎ペルーレFC                  | 2-2 △ | ＼    | 0-1 ●  | 2-0 ○ | 2-1 ○ | 3-0 ○ | 3-0 ○ | 4-1 ○  | 16   | 5  | 1  | 1  |
| 3位  | プリマハムFCくノ一              | 0-1 ● | 1-0 ○ | ＼     | 3-1 ○ | 0-1 ● | 3-2 ○ | 3-0 ○ | 12-1 ○ | 15   | 5  | 0  | 2  |
| 4位  | OKI FC Winds                    | 1-1 △ | 0-2 ● | 1-3 ●  | ＼    | 2-0 ○ | 2-0 ○ | 7-1 ○ | 6-0 ○  | 13   | 4  | 1  | 2  |
| 5位  | 松下電器パナソニック バンビーナ | 1-3 ● | 1-2 ● | 1-0 ○  | 0-2 ● | ＼    | 0-1 ● | 5-1 ○ | 9-0 ○  | 9    | 3  | 0  | 4  |
| 6位  | 宝塚バニーズ                    | 0-1 ● | 0-3 ● | 2-3 ●  | 0-2 ● | 1-0 ○ | ＼    | 2-0 ○ | 5-0 ○  | 9    | 3  | 0  | 4  |
| 7位  | 浦和レイナス                    | 0-5 ● | 0-3 ● | 0-3 ●  | 1-7 ● | 1-5 ● | 0-2 ● | ＼    | 4-1 ○  | 3    | 1  | 0  | 6  |
| 8位  | 日本体育大学 女子サッカー部     | 0-7 ● | 1-4 ● | 1-12 ● | 0-6 ● | 0-9 ● | 0-5 ● | 1-4 ● | ＼     | 0    | 0  | 0  | 7  |

### チャンピオンシップ
| 1999年12月19日 |

| プリマハムFCくノ一 (前期優勝チーム) | 3 - 1 | NTVベレーザ (後期優勝チーム) |
|                                     |       |                              |

| 国立西が丘サッカー場 (東京都北区) |

### 年間順位
| 順位 | チーム                          | 勝点 | 勝 | 分 | 敗 | 得点 | 失点 | 得失差 |
| ---- | ------------------------------- | ---- | -- | -- | -- | ---- | ---- | ------ |
| 1位  | プリマハムFCくノ一              | 31   | 10 | 1  | 3  | 59   | 9    | +50    |
| 2位  | NTVベレーザ                     | 32   | 10 | 2  | 2  | 52   | 13   | +39    |
| 3位  | 田崎ペルーレFC                  | 32   | 10 | 2  | 2  | 34   | 9    | +25    |
| 4位  | OKI FC Winds                    | 26   | 8  | 2  | 4  | 33   | 18   | +15    |
| 5位  | 松下電器パナソニック バンビーナ | 22   | 7  | 1  | 6  | 37   | 15   | +22    |
| 6位  | 宝塚バニーズ                    | 15   | 5  | 0  | 9  | 21   | 28   | -7     |
| 7位  | 浦和レイナス                    | 3    | 1  | 0  | 13 | 8    | 66   | -58    |
| 8位  | 日本体育大学女子サッカー部      | 3    | 1  | 0  | 13 | 8    | 94   | -86    |

※1、2位はチャンピオンシップで決定
| 廃部・リーグ脱退 |

## 個人成績
出典：
- 最優秀選手：井坂美都（プリマハム）
- 得点王：井坂美都（プリマハム）21点
- アシスト王：内山環（プリマハム）15点
- 新人王：相澤舞衣（松下電器バンビーナ）
- 敢闘賞：山口小百合（田崎ペルーレ）
- 特別賞：高倉麻子（松下電器バンビーナ）
- 監督賞：李秀馥（プリマハム）
- フェアプレー賞：田崎ペルーレFC
- ベストイレブン
  - GK：山郷のぞみ（プリマハム）
  - DF：磯﨑浩美（田崎ペルーレ）、酒井與恵（NTVベレーザ）、東明有美（プリマハム）、山岸靖代（プリマハム）
  - MF：内山環（プリマハム）、三井ともみ（プリマハム）、原歩（NTVベレーザ）
  - FW：井坂美都（プリマハム）、大竹由美（NTVベレーザ）、泉美幸（NTVベレーザ）